# MES VACANCES
MES VACANCES（ミ ヴァコンス）は、柴咲コウがプロデュースするサステナビューティーブランド。

## 沿革
2018年10月に「矛盾を諦めない」という想いで立ち上げた。

## ブランドコンセプト
「旅するように暮らす」をMES VACANCESの目指すスタイルとしている。